# Замок Кинлох (Шотландия)
Замок Кинлох (англ. Kinloch Castle, гэльск. Caisteal Cheann Locha) — шотландский замок, который расположен на острове Рам, в Шотландии. Был сооружён как частная резиденция сэра Джорджа Баллоу, текстильного магната из Ланкашира, чей отец приобрёл остров, чтобы соорудить на нём свою летнюю резиденцию. Строительство началось в 1897 году и было закончено в 1900 году.
В настоящее время замок управляется госкорпорацией «Природное наследие Шотландии» и дополнительно финансируется Ассоциацией друзей замка Кинлох, основанной в 1996 году.
Участок в задней части замка является гостиницей для посетителей острова. Стоимость комнаты в начале XXI века начиналась от 14 фунтов. Территория гостиницы отделена от остального замка.
Коллекция замка содержит «Оркестрион» — механическое музыкальное устройство, скрытое под лестницей, коллекцию подарков от Императора Японии и коллекцию «мягкого порнографического искусства».